# When Love Finds You
When Love Finds You è il sesto album in studio del musicista statunitense Vince Gill, pubblicato nel 1994.

## Tracce
1. Whenever You Come Around – 4:19 (Vince Gill, Pete Wasner)
2. You Better Think Twice – 3:47 (Gill, Reed Nielsen)
3. Real Lady's Man – 3:34 (Gill, Carl Jackson)
4. What the Cowgirls Do – 3:06 (Gill, Nielsen)
5. When Love Finds You – 4:05 (Gill, Michael Omartian)
6. If There's Anything I Can Do – 3:48 (Gill, John Jarvis)
7. South Side of Dixie – 4:15 (Gill, Delbert McClinton)
8. Maybe Tonight – 4:51 (Gill, Janis Oliver)
9. Which Bridge to Cross (Which Bridge to Burn) – 4:17 (Bill Anderson, Gill)
10. If I Had My Way – 3:55 (Gill, Amy Grant)
11. Go Rest High on That Mountain – 5:15 (Gill)

Tracce Bonus Versione Europa
1. Ain't Nothing Like the Real Thing (duetto con Gladys Knight) – 3:53 (Valerie Simpson, Nickolas Ashford)
2. I Can't Tell You Why – 4:04 (Timothy B. Schmit, Don Henley, Glenn Frey)